# Westwood (Massachusetts)
Westwood és una població dels Estats Units a l'estat de Massachusetts. Segons el cens del 2007 tenia 14.010 habitants.

## Demografia
Segons el cens del 2000, Westwood tenia 14.117 habitants, 5.122 habitatges, i 3.867 famílies. La densitat de població era de 496,9 habitants/km².
Dels 5.122 habitatges en un 36,5% hi vivien nens de menys de 18 anys, en un 67,1% hi vivien parelles casades, en un 6,5% dones solteres, i en un 24,5% no eren unitats familiars. En el 22,5% dels habitatges hi vivien persones soles el 16,4% de les quals corresponia a persones de 65 anys o més que vivien soles. El nombre mitjà de persones vivint en cada habitatge era de 2,73 i el nombre mitjà de persones que vivien en cada família era de 3,24.
Per edats la població es repartia de la següent manera: un 27,8% tenia menys de 18 anys, un 3,4% entre 18 i 24, un 25,4% entre 25 i 44, un 24,2% de 45 a 60 i un 19,1% 65 anys o més.
L'edat mediana era de 41 anys. Per cada 100 dones de 18 o més anys hi havia 85,5 homes.
La renda mediana per habitatge era de 87.394 $ i la renda mediana per família de 103.242$. Els homes tenien una renda mediana de 71.801 $ mentre que les dones 46.194$. La renda per capita de la població era de 41.553$. Entorn de l'1,3% de les famílies i el 2,5% de la població estaven per davall del llindar de pobresa.